# Ialdas
Ne doit pas être confondu avec Iaudas.
Ialdas est un chef berbère du vie siècle qui participe aux guerres de l'Empire byzantin contre les tribus berbères en Afrique. Il apparaît à l'hiver 546/547, alors qu'il fait partie des chefs de tribus qui se battent contre l'armée byzantine de Jean Troglita aux côtés d'Antalas. Ses compagnons et lui ont été vaincus au combat et Ialdas a été tué par l'officier byzantin Ziper.